# Mathilde Caroline av Bayern
Mathilde Caroline av Bayern, född den 30 augusti 1813 i Augsburg, död den 25 maj 1862 i Darmstadt, var en tysk furstinna, storhertiginna av Hessen.

## Biografi
Mathilde Caroline var dotter till Ludvig I av Bayern och Therese av Sachsen-Hildburghausen. Hon gifte sig 26 december 1833 i München med Ludvig III av Hessen-Darmstadt. Hon dog barnlös i Darmstadt 1862.
Caroline av Bayern var aktiv som landskaps-, porträtt- och arkitekturmålare, som tecknare och hon gav stöd åt andra målare. Flera arbeten gjordes efter resor till Italien, Frankrike, Nederländerna och Alperna. Några av hennes målningar erbjöds felaktig som verk av Herzogin von Sachsen.